# Irish Football League Cup 2013-2014
La Irish Football League Cup 2013-2014, denominata IRN-BRU Cup per ragioni di sponsorizzazione, è stata la 28ª edizione della competizione, iniziata il 13 agosto 2013 e terminata il 25 gennaio 2014. Il Cliftonville ha vinto il trofeo per la terza volta nella sua storia.

## Primo turno
| 13 agosto 2013      |                 |                        |
| Banbridge Town      | 4 – 0           | Queen's University     |
| H&W Welders         | 1 – 0           | Armagh City            |
| Knockbreda          | 1 – 0           | Carrick Rangers        |
| Tobermore United    | 0 – 1 (dts)     | Wakehurst              |
| Ballyclare Comrades | 2 – 1           | Annagh United          |
| Dergview            | 0 – 3           | Coagh United           |
| Killymoon Rangers   | 3 – 3 (2-3 dcr) | Lurgan Celtic          |
| Larne               | 5 – 3           | Portstewart            |
| Limavady United     | 1 – 1 (1-3 dcr) | Sport & Leisure Swifts |
| Moyola Park         | 2 – 3           | Loughgall              |

## Secondo turno
| 26 agosto 2013       |                 |                        |
| Chimney Corner       | 1 – 8           | Dundela                |
| Coagh United         | 1 – 3           | Lisburn Distillery     |
| Ballyclare Comrades  | 0 – 2           | Glentoran              |
| Ballymena Utd        | 2 – 2 (5-3 dcr) | Ballymoney United      |
| Ballinamallard Utd   | 3 – 0           | Banbridge Town         |
| Cliftonville         | 3 – 0           | H&W Welders            |
| Coleraine            | 2 – 1 (dts)     | Loughgall              |
| Glenavon             | 6 – 0           | PSNI                   |
| Donegal Celtic       | 1 – 2           | Lurgan Celtic          |
| Larne                | 0 – 1           | Dungannon Swifts       |
| Linfield             | 2 – 0           | Knockbreda             |
| Newington Youth Club | 1 – 3           | Crusaders              |
| Portadown            | 4 – 0           | Sport & Leisure Swifts |
| Wakehurst            | 0 – 5           | Ards                   |
| Warrenpoint Town     | 2 – 3           | Bangor                 |
| Institute            | 2 – 0           | Glebe Rangers          |

## Terzo turno
| 8 ottobre 2013   |                 |                    |
| Cliftonville     | 5 – 0           | Dundela            |
| Crusaders        | 4 – 1 (dts)     | Coleraine          |
| Dungannon Swifts | 1 – 1 (3-4 dcr) | Ards               |
| Glenavon         | 4 – 1           | Institute          |
| Glentoran        | 0 – 0 (2-4 dcr) | Linfield           |
| Portadown        | 6 – 0           | Lisburn Distillery |
| Ballymena Utd    | 3 – 0           | Ballinamallard Utd |
| 15 ottobre 2013  |                 |                    |
| Bangor           | 8 – 1           | Lurgan Celtic      |

## Quarti di finale
| 12 novembre 2013 |                  |           |
| Linfield         | 1 – 1 (9-10 dcr) | Crusaders |
| Cliftonville     | 4 – 0            | Bangor    |
| Ballymena Utd    | 4 – 0            | Portadown |
| Glenavon         | 3 – 3 (4-5 dcr)  | Ards      |

## Semifinali
| 17 dicembre 2013 |             |               |
| Ards             | 0 - 2       | Cliftonville  |
| Crusaders        | 4 – 3 (dts) | Ballymena Utd |

## Finale
| Arbitro: | Raymond Hetherington |

|  |                      |  |
|  | Tiri di rigore 3 – 2 |  |